# Scaptesyle thestias
Scaptesyle thestias là một loài bướm đêm thuộc phân họ Arctiinae, họ Erebidae.